# Лидшьопинг
Лидшьопинг (на шведски: Lidköping) е град в югозападната част на Швеция, лен Вестра Йоталанд. Главен административен център на едноименната община Лидшьопинг. Разположен е на южния бряг на езерото Венерн около устието на река Лидан. Намира се на около 290 km на югозапад от столицата Стокхолм и на около 110 km на североизток от центъра на лена Гьотеборг. Получава статут на град на 21 юли 1446 г. Има жп гара, две летища и малко пристанище. Населението на града е 25 644 жители според данни от преброяването през 2010 г.

## Личности
Родени
- Андерш Йерюд (р. 1961), шведски тенисист